# غرب المتوسط
غرب المتوسط رواية للقاص والروائي المغربي مبارك ربيع. صدرت الرواية لأوّل مرة في العام 2018 عن المؤسسة العربية للدراسات والنشر في بيروت. ودخلت في القائمة الطويلة للجائزة العالمية للرواية العربية لعام 2019، المعروفة باسم «جائزة بوكر العربية».

## حول الرواية
يروي الكاتب المغربي «مبارك ربيع» في هذه الرواية حكاية تدور في حي التقدم الشعبي بمدينة الرباط، حيث بطلها «سامان سيكو مادو» من غانا، الذي يشتغل حارسًا بالتناوب مع «ابن العربي» الرجل العجوز، ونتعرف على ما مرّ به من معاناته عبر سماسرة الطرق والسبل الملتوية للهجرة، حتى يصل إلى طنجة، بأمل العبور إلى أوروبا. نتعرف في الرواية على التجارب المريرة التي عانى منها الأفارقة الذين يبحثون عن فرصة للنجاة.
تعكس الرواية رؤية نقدية للمجتمع المغربي في نهاية القرن العشرين وبداية الألفية الثالثة، مركزة على الهوة بين الطموحات والواقع، من خلال السرد الواقعي والوصف التفصيلي  لتقدم شهادة أدبية عن ظاهرة الهجرة كظاهرة إنسانية واجتماعية معقدة في حوض المتوسط.
وتُعتبر رواية غرب المتوسط لمبارك ربيع من الأعمال الأدبية التي تسلط الضوء على البعد الإنساني للهجرة، حيث لا تقتصر الرواية على عرض الظاهرة كخيار اقتصادي فقط، بل تغوص في أبعادها النفسية والثقافية. يظهر في الرواية أثر الصراع الداخلي الذي يعيشه الفرد بين التمسك بالجذور والمغامرة في المجهول، وهو ما يجعل القارئ يتعاطف مع الشخصيات رغم قراراتها المحفوفة بالمخاطر.

## الشخصيات
شخصيات رواية غرب المتوسط للكاتب مبارك ربيع تمثل نماذج مختلفة من المجتمع المغربي، تعكس معاناتهم وآمالهم وهمومهم المرتبطة بفكرة الهجرة والبحث عن الخلاص. ومن أبرز الشخصيات في الرواية:
1. الراوي / البطل الرئيسي
شخصية شابة تمثل نموذج الحالم بالعبور إلى الضفة الأخرى من المتوسط. يعاني من البطالة والتهميش، ويدفعه اليأس إلى التفكير في الهجرة السرية. يعيش صراعًا داخليًا بين الرغبة في المغادرة والشعور بالخوف من المجهول.
2. الجد
يمثل حكمة الأجيال السابقة وتمسكها بالجذور والأرض. يحاول توجيه الراوي ويثنيه عن فكرة الرحيل، معبّرًا عن فلسفة البقاء والصبر، ومؤمنًا بأن الهروب لن يحل مشكلات الواقع.
3. الفتاة (الحبيبة)
تربطه بها علاقة عاطفية، تمثل الجانب العاطفي في حياته، لكنها في الوقت نفسه تعكس واقع المرأة المهمشة والمترقبة لمصير شريكها في مجتمع تغلب عليه القسوة.

## القضايا التي تطرحها الرواية
- الفقر والتهميش الاجتماعي

- أوهام الفردوس الأوروبي

- الاستغلال الذي يتعرض له الحالمون بالهجرة

- الهوية والانتماء

- المسافة الفاصلة بين الحلم والواقع

## الحلم والواقع في رواية غرب المتوسط
تتركنا رواية "غرب المتوسط" لمبارك ربيع في حالة من التأمل العميق بعد نهاية الأحداث. إنها دعوة للتفكير في الهُوية، والمعاناة، والأمل، وكيف تتكشّف هذه المشاعر من قاع تجارب الحياة. يعرف ربيع كيف يربط بين الماضي والمستقبل، ويجعل القارئ يشهد الصراعات الداخلية والخارجية التي تمر بها الشخصيات.
المساحة التي يخلقها بحر المتوسط هي ليست مجرد جغرافيا، بل هي تجسيد للبحث عن الذات والحرية. تتجاوز الحوارات البسيطة تنقل الشخصيات، لتطرح أسئلة أعمق حول معنى الوجود والحياة.
في ختام هذه الرحلة الأدبية، يتركنا كتاب مبارك ربيع مع شعور بالدعوة إلى النضال من أجل الهوية والتغلب على الصعوبات، مما يجعل رواية "غرب المتوسط" وثيقة حية تجسد قضايا إنسانية عالمية، واحتفاء بالإنسان التقليدي الذي يتجه نحو آفاق جديدة رغم ما يواجهه من مصاعب.

## الهوية والجدور في غرب المتوسط
تطرح الرواية الكثير من الأسئلة حول الهوية والانتماء، مما يجعل القارئ يشعر برغبة متزايدة لاستكشاف مشاعر الشخصيات. يعكس أسلوب الكتابة الغني والمتنوع كيف تفقد الشخصيات جزءًا من هويتها بينما يسعون لتشكيل حياة جديدة في أماكن غريبة. يبرز ربيع تأثير المكان، حيث تتفاعل الشخصيات مع البيئات الجديدة، مولدة شعورًا بالانتماء المفقود.
تتضافر مختلف السياقات الثقافية والتاريخية في بناء الهُوية، وكيل للحديث عن مصير الشعوب في قضايا الهجرة والنزوح. في وجه الصراعات التي تعيشها شخصياته، يتحدث عن الأمل كوسيلة للبقاء والتكيف، وكيف يمكن للإنسان أن يجد طريقه وسط الظلمات.

## الدلالات الرمزية
يحضر البحر في الرواية كرمز مركزي، يجسد الحلم والخطر معاً، حيث يصبح عبوره معادلاً لمحاولة اقتحام عالم غامض، لكنه محفوف بالموت.  وتصوغ رؤية تأملية في معنى الوطن والانتماء.